# 莫斯科圍城戰 (1238年)
莫斯科圍城戰是蒙古第二次西征期間，蒙古軍隊與伏拉迪米爾-蘇茲達爾大公國間的一場戰爭。它是蒙古入侵羅斯的其中一場戰役。

## 背景

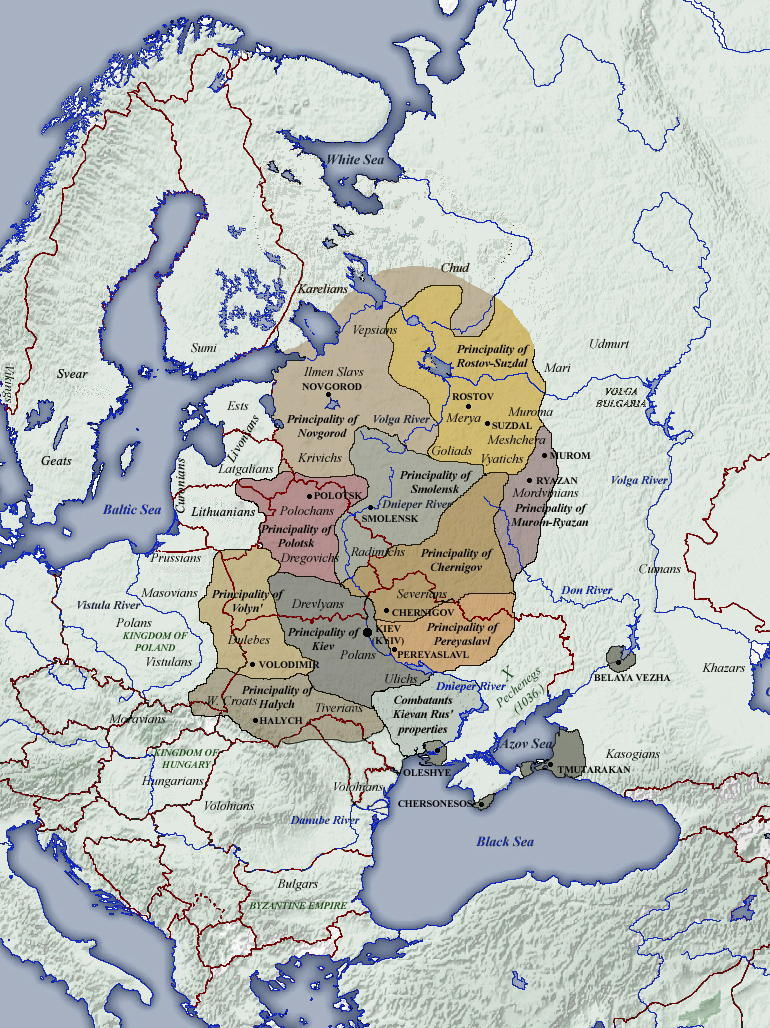
蒙古入侵前的基輔羅斯

1237年末，入侵基輔羅斯之蒙古軍隊首先進攻梁贊大公國，並且攻進其首都梁贊（沃羅涅日河戰役與梁贊之圍）。後來在北上時，蒙古軍隊成功擊敗了伏拉迪米爾的援軍，並持續往莫斯科進逼。

## 戰爭過程
在科洛姆納淪陷後，尤里大公的小兒子伏拉迪米爾王子與其他倖存的戰士們，在當時（建於1156年）伏拉迪米爾-蘇茲達爾大公國統治下的一個設防小城莫斯科避難，在他們逃到莫斯科的期間，他們並沒有遇到敵人。根據諾夫哥羅德之編年史，當時的莫斯科雖然堅固且繁榮，但只是個小城鎮而已。

1238年1月15日左右，拔都率領蒙古軍隊包圍莫斯科。據拉施德丁的《史集》紀錄：蒙古軍隊只花了五天時間就攻破了莫斯科。莫斯科親王伏拉迪米爾·尤里耶維奇被俘虜，指揮官菲利普·尼揚卡則被殺死，隨後莫斯科被洗劫一空。勞倫特編年史如此描述道：
那些韃靼人進入了莫斯科......所有的教堂和村莊都被放火焚毀，許多莊園都被他們搶走。

## 後續
在洗劫莫斯科後，蒙古軍隊攻進伏拉迪米爾──伏拉迪米爾-蘇茲達爾大公國之首都，並隨後殺死了被俘虜的伏拉迪米爾·尤里耶維奇。蒙古軍一直圍攻伏拉迪米爾到二月初攻破。剩餘的伏拉迪米爾軍隊最終在錫季河戰役被擊敗，從此失去抵禦蒙古帝國的能力。

## 另見
- 蒙古征服基輔羅斯
- 錫季河戰役

## 註腳
1. 1 2  田中陽兒他編『世界歴史大系　ロシア史 1 -9世紀～17世紀-』、山川出版社、1995年。p144
2. 1 2  Каргалов, 1967, с. 91.
3. ↑  Fajfrić 2008，第96-104頁.
4. 1 2  Michell et al. 1914
5. 1 2  .   [2015-05-12]. （原始内容存档于2015-09-24） （俄语）.
6. ↑  Тихомиров 1956.
7. ↑  Grigorjevič., Jan, Vasilij (1991). Batu-kan : istorijski roman. Lobačev, Đorđe., BIGZ). Beograd: Prosveta.
8. ↑  和田春樹編『ロシア史』山川出版社、2002年。p111
9. ↑  . litopys.org.ua.   [2018-03-29]. （原始内容存档于2022-01-20）.
10. ↑  Москва (столица СССР) // Большая советская энциклопедия : [в 30 т.] / гл. ред. А. М. Прохоров. — 3-е изд. — М. : Советская энциклопедия, 1969—1978.
11. ↑  Москва // Энциклопедический словарь Брокгауза и Ефрона : в 86 т. (82 т. и 4 доп.). — СПб., 1890—1907.
12. ↑  .   [2015-05-12]. （原始内容存档于2015-05-18） （俄语）.
13. ↑  .   [2022-02-18]. （原始内容存档于2015-09-24）.
14. ↑  .   [2018-11-09]. （原始内容存档于2015-11-06）.

## 外部連結
- Горский А. Д. .   [2015-05-12]. （原始内容存档于2015-05-18） （俄语）.
- .   [2015-05-12]. （原始内容存档于2015-09-24） （俄语）.